# Mário Juruna
Mário Juruna, né le 3 septembre 1943 à Barra do Garças (Mato Grosso) et mort le 17 juillet 2002 à Brasilia, est un chef indigène et un homme politique brésilien, qui fut le premier député fédéral indigène. 

## Biographie
Fils du chef du village xavante de Namurunjá, Mário Juruna devient chef à son tour à l'âge de 17 ans et entre alors en contact avec l'extérieur. Il se fait connaître dans les années 1970 en luttant pour le respect des terres indigènes auprès de l'administration brésilienne. Il prend l'habitude d'enregistrer toutes ses conversations avec les agents qu'il rencontre et ces enregistrements lui servent à prouver que ceux-ci ne tiennent souvent pas leur parole. Il publie par la suite un livre à ce sujet, O gravador do Juruna (1983).
En 1980, il brave l'interdiction de sortir du pays et se rend à Rotterdam pour présider le quatrième Tribunal Bertrand Russel des Droits de l'Homme. Il organise aussi le premier Sommet des peuples indigènes du Brésil, qui réunit 644 chefs indigènes.
En 1982, il est élu député fédéral dans l'État de Rio de Janeiro pour le Parti démocratique travailliste. Au Congrès national, il est à l'origine de la création de la Commission permanente de l'Indien, dont il est le premier président. Cette commission met au jour de nombreuses questions relatives aux peuples indigènes. Il n'est pas réélu en 1986 et échoue à nouveau lors des élections de 1990 et de 1994.
Il meurt des suites du diabète sucré à l'âge de 58 ans.